# Burg Beaujeu (Haute-Saône)
Die Burg Beaujeu ist der übriggebliebene Bergfried einer ehemaligen Höhenburg in Beaujeu-Saint-Vallier-Pierrejux-et-Quitteur im Département Haute-Saône (Franche-Comté).

## Beschreibung
Romanischer Bergfried aus dem 12. Jahrhundert. Das letzte Überbleibsel der Herren von Beaujeu.

## Lage
Die Burg befindet sich in der Gemeinde Beaujeu-Saint-Vallier-Pierrejux-et-Quitteur im französischen Département Haute-Saône.

## Geschichte
Das Bauwerk wurde 1977 als Monument historique eingetragen.